# Polschuh

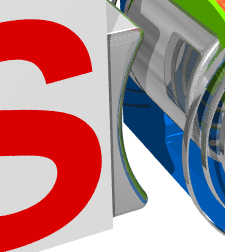
Polschuh eines Drehspulmesswerks

Polschuh einer Schenkelpolmaschine

Ein Polschuh ist ein Bauteil aus einem Material mit hoher Permeabilität, zum Beispiel aus Eisen. Er dient dazu, die magnetischen Feldlinien eines Permanentmagneten oder einer Wicklung in einer definierten Form heraustreten zu lassen und zu verteilen.
So wird zum Beispiel in einem Elektromotor das magnetische Erregerfeld durch einen Polschuh kreissegmentförmig auf den Anker verteilt. Dadurch wird der Verlauf der magnetischen Flussdichte entlang des Ankerumlaufes homogenisiert. Nicht nur der Stator besitzt Polschuhe, sondern auch der Anker von Gleichstrommotoren oder der Läufer von Turbogeneratoren. Letzterer erzeugt das Erregerfeld in einer langgestreckten Spule, die Polschuhe trägt, um das Feld auf der zylindrischen Außenfläche des Läufers zu verteilen.
Bei Sonderbauformen, wie zum Beispiel dem Linearmotor, sind die Polschuhe nicht kreissegmentförmig, sondern eben. Anstatt einer drehenden Bewegung wird so eine lineare Bewegung erzeugt.
Bei elektrodynamischen Lautsprechern heißen die Polschuhe Polplatten; sie erzeugen ein radiales Feld in einem Ringspalt.
Polschuhe der Erregerwicklungen von Wechselstrommotoren, von Läufern von Gleichstrommotoren sowie von Wattmetern müssen geblecht sein, um Wirbelstromverluste gering zu halten.
Auch Statoren von Lichtmaschinen haben aus diesem Grund geblechte Polschuhe. 
Ein optimierter Polschuh verbessert die Effizienz der Schenkelpolmaschine. 